# Abu Dhabis Grand Prix 2013
Abu Dhabis Grand Prix 2013, officiellt 2013 Formula 1 Etihad Airways Abu Dhabi Grand Prix, var en Formel 1-tävling som hölls den 3 november 2013 på Yas Marina Circuit i Abu Dhabi, Förenade Arabemiraten. Det var den sjuttonde tävlingen av Formel 1-säsongen 2013 och kördes över 55 varv. Vinnare av loppet blev Sebastian Vettel för Red Bull, tvåa blev Mark Webber, även han för Red Bull, och trea blev Nico Rosberg för Mercedes.

## Kvalet
| KR. | Nr | Förare              | Konstruktör          | Q1       | Q2       | Q3       | Grid |
| --- | -- | ------------------- | -------------------- | -------- | -------- | -------- | ---- |
| 1   | 2  | Mark Webber         | Red Bull-Renault     | 1.41,568 | 1.40,575 | 1.39,957 | 1    |
| 2   | 1  | Sebastian Vettel    | Red Bull-Renault     | 1.41,683 | 1.40,781 | 1.40,075 | 2    |
| 3   | 9  | Nico Rosberg        | Mercedes             | 1.41,420 | 1.40,473 | 1.40,419 | 3    |
| 4   | 10 | Lewis Hamilton      | Mercedes             | 1.40,693 | 1.40,477 | 1.40,501 | 4    |
| 5   | 7  | Kimi Räikkönen      | Lotus-Renault        | 1.41,276 | 1.40,971 | 1.40,542 | 221  |
| 6   | 11 | Nico Hülkenberg     | Sauber-Ferrari       | 1.41,631 | 1.40,931 | 1.40,576 | 5    |
| 7   | 8  | Romain Grosjean     | Lotus-Renault        | 1.41,447 | 1.40,948 | 1.40,997 | 6    |
| 8   | 4  | Felipe Massa        | Ferrari              | 1.41,254 | 1.40,989 | 1.41,015 | 7    |
| 9   | 6  | Sergio Pérez        | McLaren-Mercedes     | 1.41,687 | 1.40,812 | 1.41,068 | 8    |
| 10  | 19 | Daniel Ricciardo    | Toro Rosso-Ferrari   | 1.41,884 | 1.40,852 | 1.41,111 | 9    |
| 11  | 3  | Fernando Alonso     | Ferrari              | 1.41,397 | 1.41,093 |          | 10   |
| 12  | 14 | Paul di Resta       | Force India-Mercedes | 1.41,676 | 1.41,133 |          | 11   |
| 13  | 5  | Jenson Button       | McLaren-Mercedes     | 1.41,817 | 1.41,200 |          | 12   |
| 14  | 18 | Jean-Éric Vergne    | Toro Rosso-Ferrari   | 1.41,692 | 1.41,279 |          | 13   |
| 15  | 16 | Pastor Maldonado    | Williams-Renault     | 1.41,365 | 1.41,395 |          | 14   |
| 16  | 17 | Valtteri Bottas     | Williams-Renault     | 1.41,862 | 1.41,447 |          | 15   |
| 17  | 12 | Esteban Gutiérrez   | Sauber-Ferrari       | 1.41,999 |          |          | 16   |
| 18  | 15 | Adrian Sutil        | Force India-Mercedes | 1.42,051 |          |          | 17   |
| 19  | 21 | Giedo van der Garde | Caterham-Renault     | 1.43,252 |          |          | 18   |
| 20  | 22 | Jules Bianchi       | Marussia-Cosworth    | 1.43,398 |          |          | 212  |
| 21  | 20 | Charles Pic         | Caterham-Renault     | 1.43,528 |          |          | 19   |
| 22  | 23 | Max Chilton         | Marussia-Cosworth    | 1.44,198 |          |          | 20   |

| Vidare från första kvalrundan ▬▬ Vidare från andra kvalrundan ▬▬ |

Noteringar:
- ^1  — Kimi Räikkönen blev diskvalificerad från kvalet och fick starta sist. Det efter att bilen underkänts i den obligatoriska mätningen av främre golvets flexibilitet. [1]
- ^2  — Jules Bianchi fick fem platsers nedflyttning för ett otillåtet växellådsbyte.[2]

## Loppet
| Pos. | Nr | Förare              | Konstruktör          | Varv | Tid         | Grid | P  |
| ---- | -- | ------------------- | -------------------- | ---- | ----------- | ---- | -- |
| 1    | 1  | Sebastian Vettel    | Red Bull-Renault     | 55   | 1:38.06,106 | 2    | 25 |
| 2    | 2  | Mark Webber         | Red Bull-Renault     | 55   | +30,829     | 1    | 18 |
| 3    | 9  | Nico Rosberg        | Mercedes             | 55   | +33,650     | 3    | 15 |
| 4    | 8  | Romain Grosjean     | Lotus-Renault        | 55   | +34,802     | 6    | 12 |
| 5    | 3  | Fernando Alonso     | Ferrari              | 55   | +1.07,181   | 10   | 10 |
| 6    | 14 | Paul di Resta       | Force India-Mercedes | 55   | +1.18,174   | 11   | 8  |
| 7    | 10 | Lewis Hamilton      | Mercedes             | 55   | +1.19,267   | 4    | 6  |
| 8    | 4  | Felipe Massa        | Ferrari              | 55   | +1.22,886   | 7    | 4  |
| 9    | 6  | Sergio Pérez        | McLaren-Mercedes     | 55   | +1.31,198   | 8    | 2  |
| 10   | 15 | Adrian Sutil        | Force India-Mercedes | 55   | +1.33,257   | 17   | 1  |
| 11   | 16 | Pastor Maldonado    | Williams-Renault     | 55   | +1.35,989   | 14   |    |
| 12   | 5  | Jenson Button       | McLaren-Mercedes     | 55   | +1.43,767   | 12   |    |
| 13   | 12 | Esteban Gutiérrez   | Sauber-Ferrari       | 55   | +1.44,295   | 16   |    |
| 14   | 11 | Nico Hülkenberg     | Sauber-Ferrari       | 54   | +1 varv     | 5    |    |
| 15   | 17 | Valtteri Bottas     | Williams-Renault     | 54   | +1 varv     | 15   |    |
| 16   | 19 | Daniel Ricciardo    | Toro Rosso-Ferrari   | 54   | +1 varv     | 9    |    |
| 17   | 18 | Jean-Éric Vergne    | Toro Rosso-Ferrari   | 54   | +1 varv     | 13   |    |
| 18   | 21 | Giedo van der Garde | Caterham-Renault     | 54   | +1 varv     | 18   |    |
| 19   | 20 | Charles Pic         | Caterham-Renault     | 54   | +1 varv     | 19   |    |
| 20   | 22 | Jules Bianchi       | Marussia-Cosworth    | 53   | +2 varv     | 21   |    |
| 21   | 23 | Max Chilton         | Marussia-Cosworth    | 53   | +2 varv     | 20   |    |
| Ret  | 7  | Kimi Räikkönen      | Lotus-Renault        | 0    | Kollision   | 22   |    |

| Förare och stall som tog poäng ▬▬ |

## Ställning efter loppet
|   | Pos. | Förare           | Poäng |
| - | ---- | ---------------- | ----- |
| ▬ | 1    | Sebastian Vettel | 347   |
| ▬ | 2    | Fernando Alonso  | 217   |
| ▬ | 3    | Kimi Räikkönen   | 183   |
| ▬ | 4    | Lewis Hamilton   | 175   |
| ▬ | 5    | Mark Webber      | 166   |

|   | Pos. | Konstruktör      | Poäng |
| - | ---- | ---------------- | ----- |
| ▬ | 1    | Red Bull-Renault | 513   |
| ▬ | 2    | Mercedes         | 334   |
| ▬ | 3    | Ferrari          | 323   |
| ▬ | 4    | Lotus-Renault    | 297   |
| ▬ | 5    | McLaren-Mercedes | 95    |

- Notering: Endast de fem bästa placeringarna i vardera mästerskap finns med på listorna.